# آنا اوکسا
آنا اوکسا (به انگلیسی: Anna Oxa) با نام اصلی ایلریانا هوکسها (به انگلیسی: Iliriana Hoxha) (زاده ۲۸ آوریل ۱۹۶۱) خواننده ایتالیایی است.
او همراه با فاستو لیالی نماینده ایتالیا در مسابقه آواز یوروویژن ۱۹۸۹ بود.